# Final Fantasy XI
Final Fantasy XI (ファイナルファンタジーXI?, Fainaru Fantajī Irebun) è un videogioco del 2002 e primo MMORPG della serie di Final Fantasy, sviluppato e pubblicato da Square.

## L'accesso al gioco
Non è prevista una modalità offline e per giocare ci si collega esclusivamente ad uno dei 16 server gestiti da Square Enix.
Dopo il primo mese gratuito di prova, si può proseguire l'avventura pagando un canone mensile.

## L'universo diFinal Fantasy XI
Final Fantasy XI è ambientato in un vasto mondo costituito da 25 macro aree chiamato Vana'diel.
Ogni macro area è organizzata in più regioni oggetto di conquista sia da parte delle razze antropomorfe, controllate dai giocatori, sia delle razze mostriformi, controllate dal gioco.

### Le modalità di spostamento
- A piedi: tramite camminata/corsa (velocità di movimento incrementabile attraverso songs o equipaggiamenti speciali)
- Chocobo: creatura di fantasia simile ad un gallinaceo di enorme taglia, si può noleggiare o allevare direttamente previo completamento di quest
- Traghetto: collega Selbina a Mhaura; Mhaura ad Aht Urhgan; Aht Urhgan a Nashmau
- Barge: chiatta che collega Bibiki Bay a Purgonorgo Isle e Carpenter's Landing
- Airship: aeronave che collega Jeuno a Khazam, Bastok, San d'Oria, Windurst
- Teleport (magia utilizzabile dal White Mage): teletrasporta in 9 locazioni predefinite fra mondo presente e passato
- Warp (magia utilizzabile dal Black Mage): teletrasporta nella stessa locazione preselezionata dall'utente per il caso di KO del personaggio (Home Point)
- Outpost Teleport: consente di essere trasportati nelle locazioni dove sono presenti gli Outpost, siti di rifornimento per le truppe; richiede completamento quest
- È possibile fruire di alcune delle modalità di movimento sopra indicate tramite l'utilizzo di specifici oggetti a utilizzo singolo o periodico (Instant warp, Teleport Ring ecc.) o parlando con specifici NPC. Alcuni oggetti:
  - Nexus Cape: oggetto che teletrasporta direttamente nella locazione dove è presente il leader del party (sono escluse le aree delle espansioni Treasure of Aht Urhgan e Wings of the Goddess)
  - Olduum Ring: oggetto che consente di teletrasportarsi a Wajaom Woodlands (richiede completamento quest)
  - Ducal Guard's Ring: oggetto che consente di teletrasportarsi per un massimo di 5 volte a Jeuno (richiede completamento mission)
  - Tavnazian Ring: oggetto che consente di teletrasportarsi a Tavnazian Safehold (richiede completamento mission)
  - Tidal Talisman: oggetto che consente di teletrasportarsi da San D'Oria, Bastok e Windurst a Jeuno, da Jeuno a Kazham e viceversa, da Selbina a Mhaura e viceversa, da Aht Urhgan Whitegate a Nashmau e viceversa. L'oggetto è utilizzabile ogni 40 ore ed era ottenibile esclusivamente con l'acquisto di un ciondolo realmente esistente, primo della serie Final Fantasy XI Players' Collection reperibile sul sito ufficiale del gioco.

## La struttura sociale diFinal Fantasy XI

### Le razze
Il personaggio controllato dal giocatore potrà appartenere a una delle seguenti razze:
- Elvaan — Simili nell'aspetto, nella sostanza sono assai diversi rispetto agli elfi di tolkeniana memoria. Vivono in una città-fortezza chiamata San D'Oria e non risultano secondi a nessuno in quanto a forza fisica e abilità di combattimento; al contempo sono meno portati alla magia rispetto alle altre razze. Militarmente organizzati in 3 grandi ordini cavallereschi (Guardie reali, Paladin e Dragoon), nel passato di Vana'Diel erano riusciti a conquistare quasi tutto il continente nord. Vennero poi sconfitti in una sanguinosa battaglia dagli Hume e dai Galka che schierarono in campo le prime armi da fuoco. Successivamente San D'Oria venne divisa in due fazioni che entrarono in conflitto fra loro finché Re Ramperre, armato della sua potente spada magica e accompagnato dalla sua personale scorta di Dragoon e Tarutaru, riconquistò il trono ristabilendo l'ordine nella nazione.
- Hume — La razza umana risiede nella città di Bastok. Vive lì insieme agli alleati Galka, esiliati dal Regno di Altepa a seguito dell'invasione dei Beastmen. Pur non eccellendo nelle arti magiche e nel combattimento corpo a corpo, gli umani risultano una razza ben bilanciata in battaglia. Dimostratisi decisamente ingegnosi nel passato di Vana'Diel, inventando le armi da fuoco e rovesciando l'esito di molte guerre, fondarono anche la città di Jeuno con la quale collegarono i due continenti di Vana'Diel attraverso enormi ponti di pietra. Sotto la guida del Duca Cid Jeuno venne dichiarata indipendente e divenne un importante porto aeronavale: attraverso enormi navi volanti (Airship) fu possibile collegare l'importante città a Bastok, San D'Oria e Windurst. In collaborazione con i Galka gli hume fondarono anche la città portuale di Selbina e una piccola città-oasi chiamata Rabao, nel cuore del deserto di Altepa.
- Galka — Razza asessuata, i Galka vantano un'eccellente resistenza agli attacchi, una buona forza fisica e una discreta potenza magica. Tuttavia li si preferisce nel corpo a corpo per via dell'elevato numero di Health Points (HP) e del ridotto numero di Mana Points (MP). La leggenda narra che i Galka vivessero in città sotterranee nel deserto di Altepa. Abili minatori, la loro civiltà prosperò fino all'invasione dei Beastman che conquistarono il territorio grazie all'uso della magia. I superstiti, proprio grazie alla loro qualità di minatori, riuscirono a trovare una via di fuga passando sotto il mare: realizzarono infatti il tunnel Korroloka attraverso il quale raggiunsero i territori dove sorge l'attuale Bastok. Giunti lì non esitarono a stringere un'alleanza con gli umani che all'epoca rappresentavano ancora una piccola civiltà. Le due razze collaborarono costruendo la città di Bastok che, grazie all'abilità mineraria dei Galka e l'ingegno degli umani, divenne presto la nazione più tecnologicamente avanzata.
- Mithra — Sono donne-gatto provenienti dalle isole tropicali del Sud. Risultano essere una razza ben bilanciata nel combattimento corpo a corpo e nell'esercizio delle arti magiche sebbene siano meno resistenti degli hume contro i danni fisici. A differenza dei maschi della loro specie, che odiano viaggiare e preferiscono rimanere nelle loro città nascoste, le femmine, dominatrici delle loro terre, sono da sempre attratte dall'avventura. Nel passato vi fu un vero e proprio esodo di Mithra che, spostandosi su grosse barche chiamate Manaclipper, giunsero nei territori dove successivamente sorse Mhaura. Successivamente si allearono al popolo dei Tarutaru, creature non certo agili e veloci come le Mithra ma più forti nelle arti magiche, con i quali fondarono la città di Windurst sconfiggendo gli Yagudo che sino a quel momento popolavano la zona.
- Tarutaru — Questi piccoli e buffi omini, non eccessivamente resistenti e forti nei combattimenti corpo a corpo, rappresentano la razza più potente per ciò che concerne l'esercizio delle arti magiche. I Tarutaru erano originariamente organizzati in tante piccole tribù perennemente minacciate dagli Yagudo. Divennero protagonisti di una formidabile riscossa quando l'ultimo sopravvissuto di un'antica stirpe discendente dagli dèi entrò in contatto con una Taru femmina: la prima Star Sibyl. A quest'ultima furono trasmessi l'antica arte della magia ed il profondo legame con gli spiriti della natura. Forte di questi nuovi e straordinari poteri la Star Sibyl iniziò a riunire a sé le varie tribù dei Tarutaru insegnando loro le arti magiche. Successivamente si allearono anche le Mithra, giunte dalle isole tropicali del Sud. Grazie al frutto di tale cooperazione gli Yagudo vennero sconfitti e venne fondata la Federazione di tutti i grandi villaggi dei Tarutaru: Windurst (un'enorme città-foresta). In seguito alcuni Tarutaru viaggiarono sino a La Theine Plateau per scoprire il segreto degli spiriti della natura; durante il viaggio diffusero l'arte della magia anche alle altre razze. Sfortunatamente tale importante segreto giunse fra i Beastmen.

Menzione speciale per gli Zilart, razza non selezionabile, simili agli umani ma dotati di un intelletto superiore. La loro civiltà si è quasi del tutto estinta 10.000 anni fa. Viene considerato uno Zilart solo chi che possiede il dono del Light of the Soul, abilità che permette di comunicare con gli altri telepaticamente. Tutti coloro i quali, pur discendendo dalla medesima stirpe, non sono dotati di tale capacità, sono definiti Kuluu. Gli Zilart si prefissero l'obiettivo di aprire un passaggio verso Il Paradiso degli Dei usando un sistema chiamato Il cancello degli Dei. Il sistema avrebbe dovuto funzionare grazie all'energia di cinque Cristalli Madre (sparsi per Vana'Diel) collegati attraverso immensi condotti ad un nodo centrale situato nella Delkfutt's Tower. L'immensa forza energetica sarebbe stata poi convogliata in una gigantesca torre chiamata Tu'Lia che avrebbe collegato la terra con il cielo attraverso un tunnel energetico. Tu'Lia stava per essere attivata ma, nel momento decisivo, i Kuluu, accecati dall'odio per gli Zilart che li ritenevano inferiori, sabotarono l'operazione, provocando una reazione incontrollata che distrusse il territorio (la catastrofe venne in seguito soprannominata come "La Fusione"). Nella prima espansione del gioco, Rise of the Zilart, l'arciduca di Jeuno e suo fratello rivelano di provenire dalla stirpe degli Zilart. Nonostante la fusione, non hanno desistito nel progetto di trovare il modo per raggiungere il Portale degli Dei. Nella seconda espansione del gioco, Chains of Promathia, si viene a sapere che gli Zilart stanno bene e non sono stati sterminati; c'è però un Kuluu superstite.

### Le città natali - le principali nazioni
All'inizio il giocatore dovrà decidere a quale fazione appartenere scegliendo tra le seguenti città-nazioni: Bastok, San d'Oria o Windurst. Per ogni nazione sono previste un numero di mission che, una volta completate, definiranno il rank del personaggio. Ottenuto il massimo rank (il decimo), il giocatore potrà decidere di cambiare nazione di appartenenza.
Richiedendo ad uno specifico NPC il signet, sarà possibile partecipare a una campagna contro i mostri di una regione. Di fatto le regioni vengono controllate dalla nazione che settimanalmente uccide il maggior numero di mostri.
Tra i vantaggi derivanti dal controllo di una regione occorre ricordare che è possibile:
- acquistare specifici prodotti dai commercianti locali.
- poter beneficiare per il futuro degli Outpost Teleport di quella regione (previo completamento di quest).
- rinnovare la signet direttamente in quella regione.
- poter fissare gratuitamente un Homepoint in quella regione (in caso di KO del personaggio si resusciterà nel punto designato).

Per stabilire se un'area è stata conquistata da una specifica nazione occorrerà attendere la mezzanotte giapponese di domenica. Se la percentuale di giocatori caduti in quella regione sarà maggiore rispetto ai beastmen uccisi, il territorio cadrà in mano ai mostri.

### Il commercio
La 'valuta' utilizzata nel gioco è il guil.
Esistono diversi modi per esercitare il commercio:
- vendendo oggetti agli NPC: soluzione spesso scartata in quanto i fondi percepiti sono generalmente poco cospicui
- aprendo un bazar: lasciandosi esaminare da un altro giocatore sarà possibile mettere in vendita dei prodotti a prezzi prefissati. NB: a seconda della locazione potrebbero essere applicate delle tasse alla vendita
- tramite shout: si 'strilla' la vendita di un articolo in una determinata locazione - metodo non sempre gradito dalla comunità di giocatori specie in caso di flood
- tramite Auction House: è il metodo più utilizzato. Si mette in vendita un articolo presso una casa d'aste; la miglior proposta d'acquisto si aggiudica la migliore offerta di vendita. NB: L'offerente è sempre tassato.

### Le professioni: l'artigianato, la caccia, i lavori pesanti e la pesca
È possibile ottenere cibo e oggetti uccidendo mostri (farming), cercando minerali nelle miniere (mining), scavando nel sottosuolo (harvesting), pescando (fishing) o combinando materiali (crafting). Per queste ultime due modalità è prevista l'iscrizione a particolari gilde che consentono di progredire attraverso un sistema basato sulla skill.
Il crafting (detto anche sintesi) si realizza combinando particolari tipi di cristallo con altri oggetti.
I cristalli si ottengono tramite acquisto o tramite farming, uccidendo entità elementali o mostri tradizionali (purché, in questo caso, sia attiva la signet).
Per ogni oggetto realizzabile dai giocatori è previsto un livello di crafting. Il tentativo di craftare oggetti di livello superiore al proprio può comportare l'aumento della propria skill o la perdita dei materiali necessari per il craft; maggiore sarà il divario, maggiori saranno i rischi. Viceversa, nel caso si tenti di craftare oggetti di livello inferiore è possibile ottenere una sintesi con meno rischi di rottura o di alta qualità (HQ); per quest'ultimo caso si può ottenere un nuovo oggetto con caratteristiche superiori rispetto allo standard o addirittura un numero di oggetti superiore a quello previsto da una normale sintesi.
Nell'ambito del crafting la riuscita, il fallimento o la creazione di oggetti di alta qualità sono frutto della combinazione fra il tipo di cristallo usato, il fattore casualità, la skill del giocatore, la fase lunare in corso, e ben 3 fattori elementali distinti: il giorno di Vanadiel corrente, le condizioni meteorologiche e la costellazione verso cui è rivolto il personaggio.
Il massimo livello di skill raggiungibile nell'ambito del crafting è il 99. Vi sono oggetti che per essere realizzati richiedono l'iscrizione in più gilde. Tuttavia il giocatore si potrà specializzare, raggiungendo il massimo livello, in una sola abilità di crafting; per gli altri settori artigianali, secondari, non potrà oltrepassare il livello 60.
Le gilde da scegliere per sviluppare l'abilità di crafting sono le seguenti:
- Woodworking (artigianato basato sulla lavorazione del legno, ad esempio per armi e mobili)
- Smithing (lavorazione del ferro per forgiare oggetti come le armi)
- Goldsmithing (lavorazione dei metalli preziosi per ottenere ad esempio anelli e orecchini magici)
- Clothcraft (lavorazione dei tessuti al fine di confezionare abiti ed equipaggiamenti)
- Leathercraft (lavorazioni di pelli animali per la creazione di equipaggiamenti)
- Bonecraft (lavorazione ossi per la plasmare equipaggiamenti)
- Alchemy (abilità che generalmente consente la creazione di pozioni utili in battaglia)
- Cooking (preparazione di cibi per rafforzare le abilità in battaglia)

### Le classi militari (job)
Final Fantasy XI offre estrema flessibilità nella gestione dei Job, mutuati dai precedenti capitoli della serie e ben adattati alla modalità online. I giocatori possono cambiare job liberamente e senza penalità, permettendo di sperimentare su un singolo personaggio sia le modalità di combattimento da guerriero che da mago. Completando una quest si può addirittura dotare il proprio character di un subjob; in pratica il personaggio godrà di due classi in contemporanea pur tenendo presente che la classe 'aggiuntiva' avrà una potenza dimezzata rispetto a quella principale. Tali caratteristiche conferiscono quello spessore e quell'innovazione che compensano la mancanza di una seria modalità player versus player.
Si può scegliere la propria specializzazione tra un totale di 20 classi, di cui 8 aggiunte tramite le espansioni. I giocatori possono scegliere una delle seguenti classi base con cui iniziare:
- Warrior (WAR - Guerriero): Classe melee con un alto livello di skill in vari tipi di armi, specialmente Great Axe (ascia grande a due mani) o Axe (ascia normale). È bilanciato sia in attacco sia in difesa. La principale abilità (ability) del guerriero è il Provoke, che attira l'odio (detto anche hate o emnity) del mostro. In gruppo Provoke è spesso usato per proteggere le classi magiche quando attirano l'odio del mob (mostro). Un'altra ability del Warrior è il Double Attack (questa volta non gestibile direttamente dall'utente), che aggiunge a caso un secondo colpo in un attacco fisico. L'abilità utilizzabile ogni due ore dal Warrior è Mighty Strikes che garantisce colpi critici per 30 secondi.
- Thief (THF - Ladro): Classe melee, utilizzata spesso per l'ability Treasure Hunter che permette di incrementare la probabilità di ottenere oggetti nel farming. Nel combattimento il thief usa pugnali e spade e può svolgere un'importante funzione di ausilio nel controllo dell'hate (odio del mostro). Notevole la sua ability di attacco alle spalle "Sneak Attack" che consente di raddoppiare i danni inflitti ai mostri. Con l'abilità “Trick Attack”, può trasferire l'hate provocato da un suo attacco ad compagno se quest'ultimo gli sta davanti (normalmente un tank, vedi più avanti). Ed è in questo modo che i ladri sono in grado di eseguire il "SATA", un acronimo che sta per “Sneak-Attack-Trick-Attack”, che richiede la combinazione di entrambe le abilità sopra citate. Il Thief può inoltre rubare oggetti ai nemici (Steal), soldi (Mug) oltre che scappare a folle velocità (Flee). L'abilità utilizzabile ogni 2 ore dal Thief è “Perfect Dodge” (Schivata perfetta), che permette al Ladro di evitare tutti gli attacchi fisici per 30 secondi (sono esclusi gli attacchi magici e quelli effettuati tramite ranged attack).
- Monk (MNK - Monaco): Classe melee con un alto numero di HP, fisicamente molto forte. Quasi sempre dotato di 'guantoni' alle mani, il Monaco è abile anche nell'uso della staffa. Le sue abilità includono Boost che aumenta la potenza di un attacco singolo, e Chi Blast, un attacco energetico a distanza che ricorda alcuni celebri giochi 'picchiaduro'. L'abilità utilizzabile ogni 2 ore è Hundred Fists con il quale il Monk assesta una serie di attacchi ininterrotti per 60 secondi.
- White Mage (WHM - Mago Bianco): Classe mago, specializzata in incantesimi di guarigione, di rafforzamento e di indebolimento. Il Mago Bianco usa prevalentemente staffe e, a volte, mazze con scudi. Tra le sue abilità troviamo Divine Seal (Sigillo Divino), che potenzia l'effetto di un incantesimo curativo, e Auto-Regen, che garantisce un costante recupero di Health Point (HP). L'abilità utilizzabile ogni 2 ore è Benediction, che, istantaneamente, rigenera completamente l'HP dell'intero gruppo. L'effetto collaterale di Benediction è un notevole aumento del livello di hate da parte del mostro che potrebbe cessare di attaccare i compagni e aggredire con insistenza il White Mage.
- Black Mage (BLM - Mago Nero): Classe mago, tanto potente per gli incantesimi di attacco quanto debole agli attacchi dei nemici. Per gli attacchi fisici il Black Mage può usare la staffa facendo però massima attenzione: può soccombere già contro mobs di pari livello. Di contro il Black Mage infligge danni cospicui grazie alle magie elementali (attacca evocando fuoco, acqua, vento, fulmini ecc.). Può utilizzare l'abilità Elemental Seal per incrementare l'accuratezza magica di un incantesimo di attacco (che magari non sarebbe supportato da un'adeguata skill del personaggio); inoltre dispone dell'abilità Conserve MP con il quale beneficia, di tanto in tanto, di una riduzione del numero di mp utilizzati per lanciare un incantesimo. La sua abilità utilizzabile ogni 2 ore è Manafont, che per 30 secondi permette al Black Mage di lanciare incantesimi senza consumare MP e senza che gli attacchi fisici dei mostri possano interromperlo.
- Red Mage (RDM - Mago Rosso): Classe ibrida mago che all'occorrenza risulta discretamente capace nel corpo a corpo (con l'uso di spade e pugnali). Dispone di forme depotenziate di incantesimi di attacco elementale e di cura tipici del Black Mage e del White Mage; primeggia invece nell'uso di magie di indebolimento. Di notevolissimo interesse le capacità di rigenerazione dei manapoints:  l'incantesimo Refresh che rigenera 3 MP ogni 3 secondi per un totale di 150 MP e l'ability Convert che converte tutti gli HP del Red Mage in MP. Da non sottovalutare l'ability Fast Cast, che velocizza il tempo di evocazione (casting) di un incantesimo. L'abilità utilizzabile ogni 2 ore è Chainspell, che permette di lanciare ininterrottamente e istantaneamente incantesimi per 30 secondi.

Una volta raggiunto il livello 30 con una classe di base, è possibile ottenere nuove classi extra completando delle quest.

#### Level Cap
Il livello massimo raggiungibile in Final Fantasy XI è attualmente 99. Ci sono delle prove da superare per oltrepassare i livelli 50, 55, 60, 65, 70, 75, 80, 85, 90 e 95 dette Genkai (o level limit o limit break)
Una volta arrivato al 75, il personaggio può continuare a guadagnare punti esperienza per conseguire uno dei seguenti obbiettivi:
- incrementare l'exp buffer cosicché, in caso di morti ripetute e conseguente perdita di exp non ritorni a livello 74
- guadagnare merit points che consentono di ottenere a livello 75 ulteriori skill, abilità speciali o magie (vedi sotto)

#### Merit points
Dopo aver raggiunto il livello 75 il personaggio, selezionando un'apposita opzione, può ottenere limit points anziché experience points. Il numero dei limit points ottenuti da un mostro ucciso è leggermente inferiore rispetto agli experience points. Tuttavia, ottenuti 10.000 limit points, il personaggio guadagna un merit point; un numero cospicuo di merit points permette di potenziare ulteriormente il proprio character. In tal modo sarà possibile aggiungere o potenziare abilità, magie o skill a prescindere dall'equipaggiamento comprato / ottenuto.
Dal momento che con tale modalità un giocatore può aumentare tutte le statistiche del proprio character, dall'incremento dell'abilità (skill) per l'uso di armi e magie ai punti mana, dal conseguimento e potenziamento di alcune ability e magie allo sblocco di alcuni parametri 'nascosti', la quantità di tempo richiesta per 'meritare' il personaggio potrebbe risultare addirittura superiore a quella richiesta per portarlo da livello 1 a livello 75.
In definitiva si ritiene che un personaggio con un job di livello 75, che è riuscito a conseguire il numero massimo di merit disponibili per la propria classe, possa arrivare ad essere considerato di livello 80.

## I Beastmen
Oltre alle 6 razze principali, se ne aggiungono altre, chiamate Beastmen (uomini-bestia). Sono suddivisi in razze e, molte di queste, seguono il Re Oscuro lungo tutta la storia che si percorre durante il gioco:
- Aerns (Lumoria/Al'Taeiu/Sea: In genere è una razza acquatica)
- Ahriman (demoni volanti con 1 grosso occhio)
- Antica (formiche umanoidi)
- Bugbears (schiavi geneticamente potenziati dai Moblins)
- Corses (non morti)
- Fomors (versione non morta delle cinque razze principali)
- Gigas (Giganti)
- Goblins (Beastmen intelligenti, hanno una suddivisione in razze)
- Imps (razza inferiore, sono dei demoni codardi)
- Kindred (Beastmen superiori, si dice che siano stati creati direttamente dal Re Oscuro)
- Lamiae (chimera create mettendo assieme vari organismi)
- Moblins (Una tribù dei goblin. Si differenzia per essere un'unica razza)
- Orcs (Orchi)
- Quadav (tartarughe umanoidi)
- Sahagin (pesci umanoidi)
- Taurus (una razza di demoni)
- Tonberries (Kuluu mutati con la Fusione)
- Yagudo (uccelli umanoidi)

## Colonna sonora

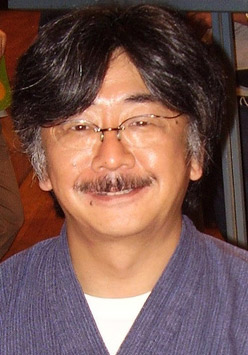
Il tema del gioco, composto e scritto da Nobuo Uematsu in lingua esperanto, simboleggia la volontà di connettere tra di loro i giocatori di tutto il mondo

La colonna sonora di Final Fantasy XI è stata composta da Naoshi Mizuta, Kumi Tanioka e Nobuo Uematsu. Il testo del tema d'apertura del gioco è stato scritto in esperanto; la scelta di tale lingua, concepita come facile mezzo di comunicazione tra i diversi popoli, simbolizza il volere di Uematsu di connettere le persone di tutto il mondo attraverso questo MMORPG.

## Espansioni

Il logo de Final Fantasy XI: Rise of the Zilart

Le espansioni finora uscite sono:
1. Rise of the Zilart (2003)
2. Chains of Promathia (2004)
3. Treasures of Aht Urhgan (2006)
4. Wings of the Goddess (2007)
5. Seekers of Adoulin (2013)

### Rise of the Zilart
Uscita il 1º agosto 2003, aggiunge ulteriori aree da esplorare, nuove classi, nuove missioni e vari bug fix.

### Chains of Promathia

Il logo de Final Fantasy XI: Chains of Promathiathia

Questa espansione aggiunge nuove aree, mestieri, quests e nuove missioni al gioco. Le nuove aree sono:
- Attohwa Chasm
- Uleguerand Range
- Tavnazian Archipelago
- Tavnazian Safehold
- Pso'xja
- Bibiki Bay
- Phomiuna Aqueducts
- Movalpolos

### Treasures of Aht Urhgan
Nella penultima espansione di Final Fantasy XI, Treasures of Aht Urhgan, disponibile da gennaio 2006, sono disponibili tre nuovi "jobs".
- Blue Mage: classe tipica di Final Fantasy, che permette di copiare le tecniche dei mostri, una volta che gli stessi mostri le usano, è il primo job confermato per la prossima espansione. La AF del blue Mage ha un aspetto molto simile ai costumi del Medio Oriente, con un turbante blu, un drappo che copre il volto, e una specie di caffettano che copre il resto del corpo. I dettagli delle abilità proprie di questo job non sono ancora stati divulgati, tuttavia nel filmato di presentazione dell'espansione si vede un personaggio usare le abilità dei mostri. È molto probabile che il Blue Mage di Final Fantasy XI sia analogo a quelli visti nei capitoli precedenti, ma per ora non è un'informazione certa.
- Puppetmaster: job nuovo per la serie di Final Fantasy, permette di muovere un burattino contro gli avversari. Il Puppetmaster è anche molto abile nel combattimento a mani nude.
- Corsair: unica classe di Final Fantasy XI ad avere a disposizione un'arma da fuoco, il Corsair basa molta della sua abilità sulla fortuna. È una classe molto utile per quanto riguarda il supporto di altri jobs, poiché può attaccare da lunga distanza.

## Final Fantasy XI 2008 Edition
Square Enix ha messo in vendita la Final Fantasy XI Online: Vana'diel Collection 2008, questa versione contiene il gioco originale e le sue quattro espansioni. Nel 2007 fu messa in vendita la versione 2007 che conteneva il gioco e le prime tre espansioni.